# Hyetussa cribrata
Hyetussa cribrata là một loài nhện trong họ Salticidae.
Loài này thuộc chi Hyetussa. Hyetussa cribrata được Eugène Simon miêu tả năm 1901.